# Chlorotettix fraterculus
Chlorotettix fraterculus är en insektsart som beskrevs av Berg 1879. Chlorotettix fraterculus ingår i släktet Chlorotettix och familjen dvärgstritar. Inga underarter finns listade i Catalogue of Life.